# Saint-Pierre-d'Entremont (Savoie)

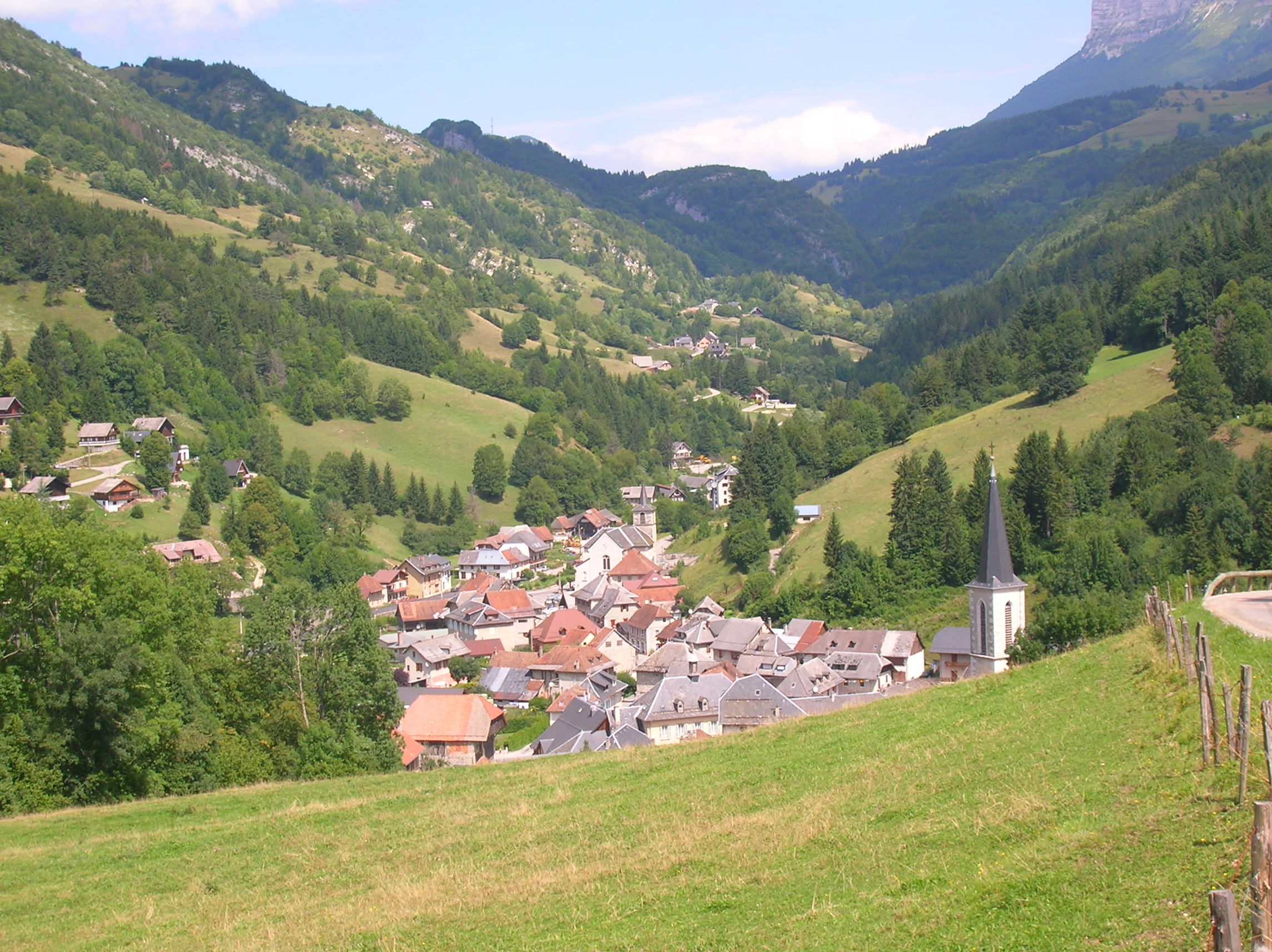
Saint-Pierre-d'Entremont; het dorp op de voorgrond ligt in het departement Isère

Saint-Pierre-d'Entremont is een gemeente in het Franse departement Savoie (regio Auvergne-Rhône-Alpes) en telt 372 inwoners (1999). De plaats maakt deel uit van het arrondissement Chambéry.

## Geografie
De oppervlakte van Saint-Pierre-d'Entremont bedraagt 18,4 km², de bevolkingsdichtheid is 20,2 inwoners per km². De gemeente ligt in de Chartreuse. In het zuiden grenst de gemeente aan de gelijknamige gemeente in het departement Isère.
De onderstaande kaart toont de ligging van Saint-Pierre-d'Entremont (Savoie) met de belangrijkste infrastructuur en aangrenzende gemeenten.

## Demografie
Onderstaande figuur toont het verloop van het inwonertal (bron: INSEE-tellingen).